# Lin He
Lin He (1975) é uma professora de desenvolvimento celular e biológico da Universidade da Califórnia, Berkeley, do Departamento de Biologia Celular e Molecular, onde dirige um laboratório que se foca em identificar RNA não-codificante, o qual pode formar um papel importante em carcinogênese e conservação tumoral.

## Galardões
Lin He recebeu a prestigiosa Bolsa MacArthur em 2009;  no mesmo ano recebeu o TWAS Prize.